# Follador prosecco
Follador Prosecco è una società italiana che opera nel settore alimentare specializzata nella produzione di vino, soprattutto prosecco, fondata nel 1769.

## Storia
Al 1769 risale la prima attestazione della qualità del vino prosecco prodotto da Giovanni Follador ed è stata tributata dal Doge Alvise IV Mocenigo.
Nella prima metà del XIX secolo Alberto Gaetano Follador fu artefice della prima riconversione dei vigneti dell'area di Valdobbiadene a uve Glera, vitigno destinato a segnare indelebilmente le sorti del territorio del Conegliano-Valdobbiadene, per la produzione di prosecco.
Nella seconda metà del novecento, dopo i danneggiamenti delle due guerre mondiali, i vigneti vennero ripristinati e Giovanni Follador e la moglie Cleofe, genitori di Gianfranco, ed estesi nei territori di Valdobbiadene, Col San Martino, Farra di Soligo. Una parte significativa dei vigneti sorge alla base del complesso fortificato, denominato Torri di Credazzo, risalente all'epoca feudale.
Negli anni '60 Gianfranco Follador fu pioniere nell'applicazione della macerazione a freddo per le uve Glera grazie all'utilizzo del Metodo Martinotti (Charmat); la sua innovazione arriva a compimento.
Nel 2018 viene depositato un esclusivo metodo di vinificazione, evoluzione del Metodo Martinotti, denominato Metodo Gianfranco Follador.